# Leonora Brogna
Leonora Brogna (... – dopo 1532) è stata una funzionaria e dama di compagnia italiana di corte.

## Biografia
Nota come "Brognina", era al servizio della signora di Mantova, la marchesa Isabella d'Este (1494-1532). 

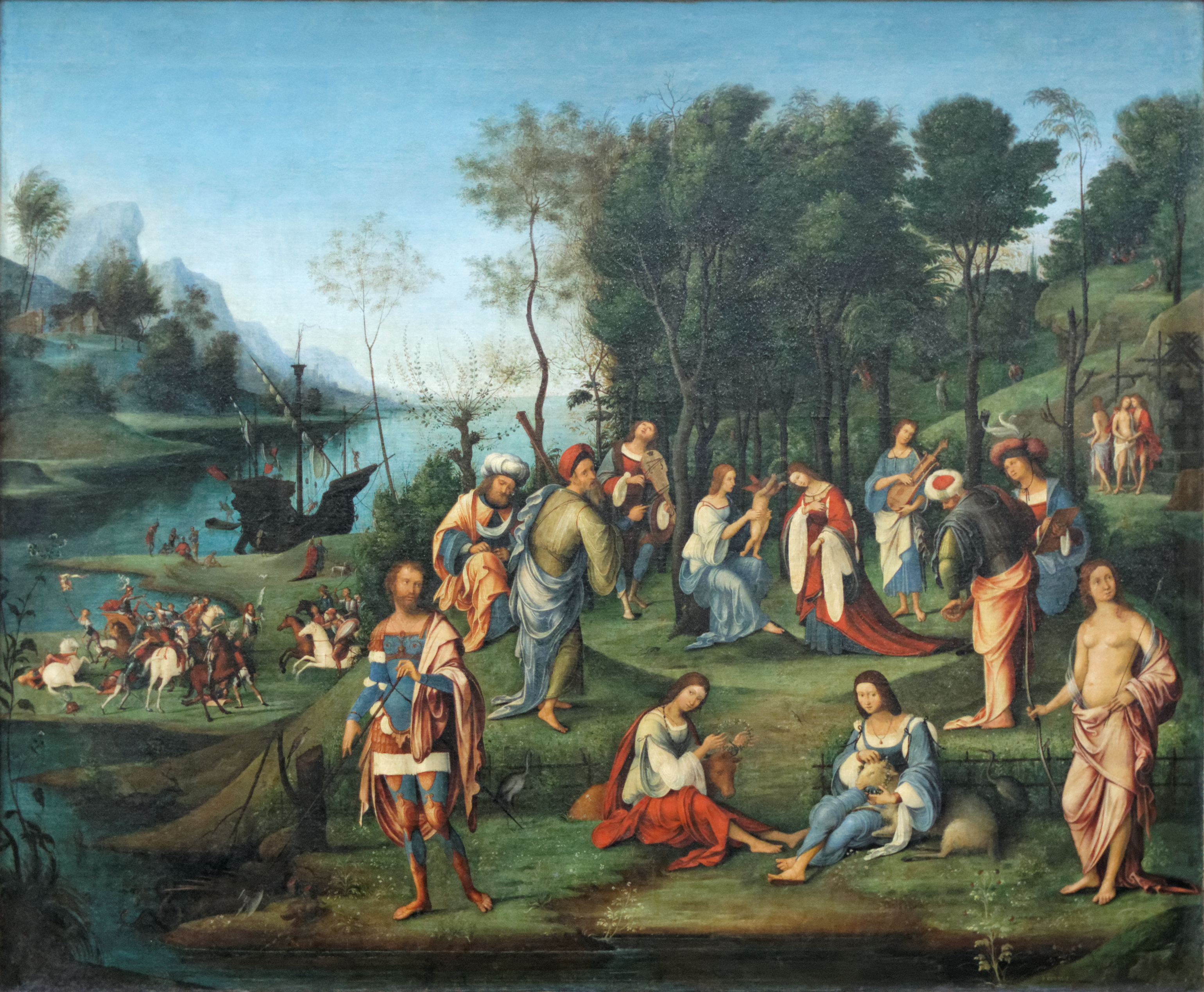
Lorenzo Costa, Isabella d'Este nel regno di Armonia, Museo del Louvre, Parigi, 1505.

Era conosciuta nel contemporaneo per la sua bellezza e le sue distinte relazioni amorose con un certo numero di personaggi famosi, come l'ambasciatore imperiale a Milano, il viceré di Napoli Raimondo de Cardona, col quale visse a Milano per alcuni anni, il cardinale Matteo Lang e il re di Francia Francesco I.
Di nobile famiglia come altre dame di Isabella d'Este, fu per lunghi anni tra i principali ornamenti della corte di Mantova, nella quale primeggiò per la superba bellezza e la spregiudicatezza della sua vita galante. La sua presenza nelle cronache mondane della corte mantovana acquistò però rilievo solo nel decennio successivo.
Morì dopo il 1532.